# Męczeństwo Filipa
Męczeństwo Filipa – łaciński apokryf Nowego Testamentu.

## Charakterystyka
Tekst apokryfu zachował się u Pseudo-Abdiasza. Nie są znane ewentualne źródła, z których mógłby korzystać autor utworu. Treściowo dzieło nie ma nic wspólnego z Męczeństwem Filipa stanowiącym część Dziejów Filipa. Autor, który pomylił Filipa apostoła i Filipa diakona, umiejscowił działalność Filipa w Scytii i Hierapolis. Opisano obalenie posągu Marsa i wypędzenie smoka, który w nim mieszkał, nauczanie Filipa, działalność w Hierapolis (w tym obalenie ebionitów) i śmierć tamże. Według autora Filip umarł śmiercią naturalną.
Z Męczeństwa Filipa korzystał Orderic Vitalis, opisując działalność Filipa w swoim dziele pt. Historia Ecclesiastica, a także Jakub de Voragine w Złotej legendzie.